# Монмейан (Вар)
Монмейа́н (фр. Montmeyan) — коммуна на юго-востоке Франции в регионе Прованс — Альпы — Лазурный берег, департамент Вар, округ Бриньоль, кантон Флейоск.
Площадь коммуны — 39,43 км², население — 530 человек (2006) с тенденцией к росту: 592 человека (2012), плотность населения — 15,0 чел/км².

## Население
Население коммуны в 2011 году составляло — 577 человек, а в 2012 году — 592 человека.
| 1962 | 1968 | 1975 | 1982 | 1990 | 1999 | 2006 | 2011 | 2012 |
| ---- | ---- | ---- | ---- | ---- | ---- | ---- | ---- | ---- |
| 259  | 408  | 387  | 299  | 380  | 399  | 530  | 577  | 592  |

Динамика населения:

## Экономика
В 2010 году из 340 человек трудоспособного возраста (от 15 до 64 лет) 210 были экономически активными, 130 — неактивными (показатель активности 61,8 %, в 1999 году — 65,0 %). Из 210 активных трудоспособных жителей работали 176 человек (96 мужчин и 80 женщин), 34 числились безработными (16 мужчин и 18 женщин). Среди 130 трудоспособных неактивных граждан 20 были учениками либо студентами, 69 — пенсионерами, а ещё 41 — были неактивны в силу других причин.
На протяжении 2010 года в коммуне числилось 248 облагаемых налогом домохозяйств, в которых проживало 537,0 человек. При этом медиана доходов составила 14 тысяч 730 евро на одного налогоплательщика.

## Фотогалерея

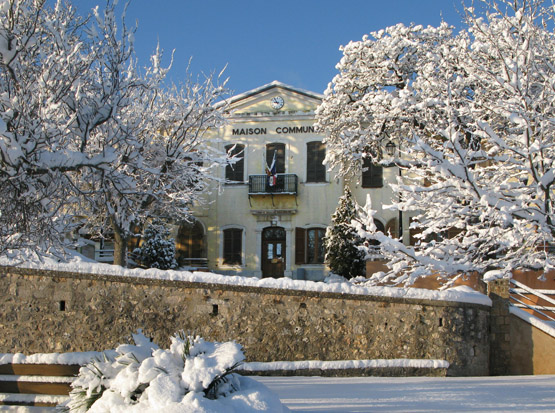
Здание мэрии (февраль 2012)
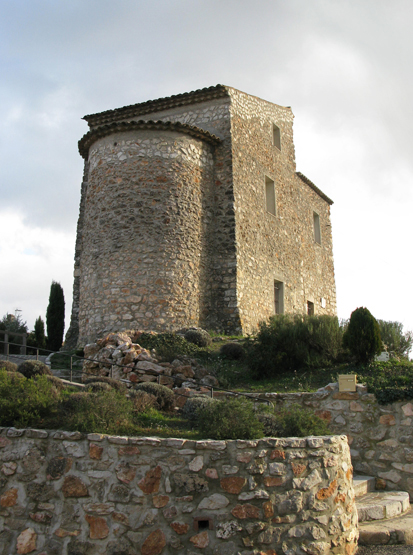
Старая церковь Святого Духа
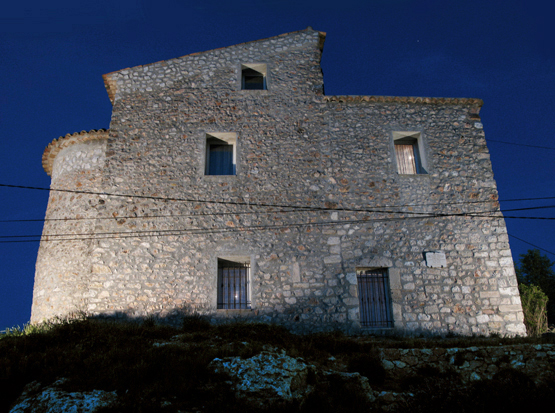
Бывшая мастерская скульптора Виктора Николаса фр. Victor Nicolas (декабрь 2010)
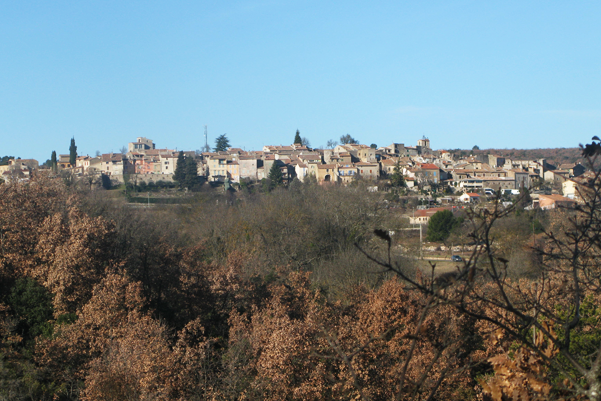
Вид на коммуну с юго-востока
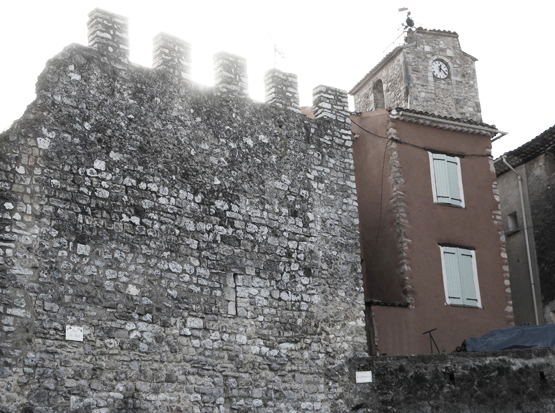
Крепостная стена (XII век)
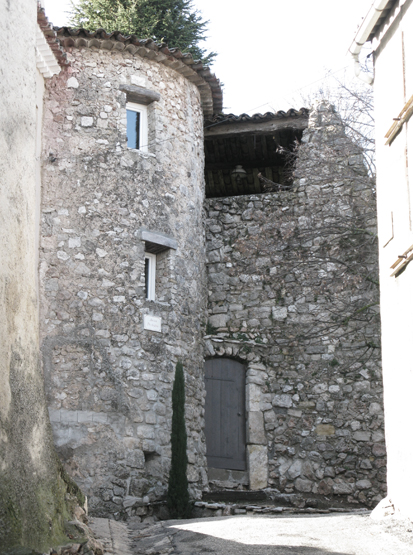
Монастырь Госпитальеров XIV века (декабрь 2010)
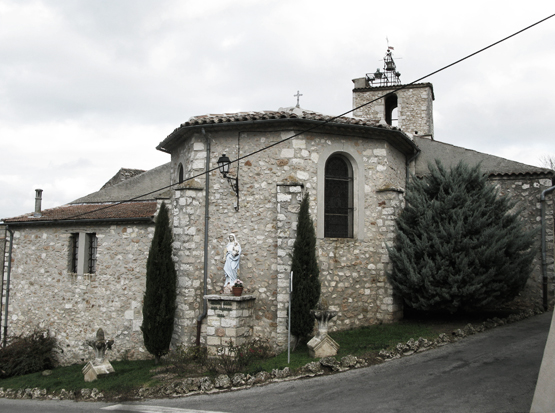
Церковь Нотр-Дам-дю-План XII века (декабрь 2010)
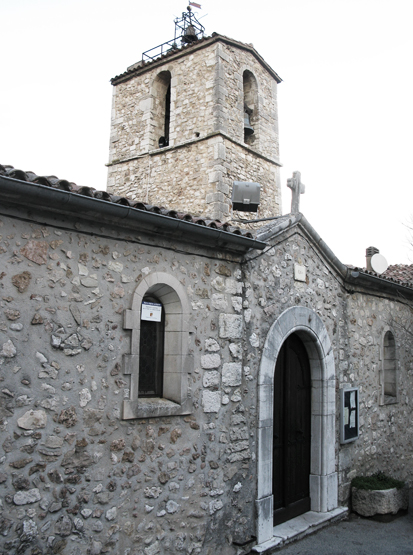
Вход в церковь Нотр-Дам-дю-План